# Noctua
Noctua är ett släkte av fjärilar som beskrevs av Carl von Linné 1758. Noctua ingår i familjen nattflyn, Noctuidae.
Släktets vetenskapliga namn är bildat av det latinska ordet noctuus (under natten).

## Dottertaxa tillNoctua, i alfabetisk ordning[1][2]
- Noctua albipes Fabricius, 1794
- Noctua atlantica Warren, 1905
- Noctua carvalhoi Pinker, 1983
- Noctua comes Hübner, 1813, Leverbrunt bandfly
  - Noctua comes robusta Turati, 1924
- Noctua corchori Fabricius, 1794
- Noctua dimidiata Fabricius, 1798
- Noctua dimidiata Philippi, 1860
- Noctua erosa Fabricius, 1798
- Noctua fimbriata Schreber, 1759, Bredbandat bandfly
- Noctua gossypii Fabricius, 1794
- Noctua interjecta Hübner, 1800/03, Rödbrunt bandfly
- Noctua interposita Hübner, 1790, Storfläckigt bandfly
- Noctua janthe Borkhausen, 1792, Brunviolett bandfly
- Noctua janthina Schiffermüller, 1776, Gråviolett bandfly
  - Noctua janthina algirica Oberthür, 1918
  - Noctua janthina intermedia Rothschild, 1920
- Noctua lyra Herrich-Schäffer, 1869
- Noctua noacki Boursin, 1957
  - Noctua noacki distincta Pinker, 1969
  - Noctua noacki palmae Pinker & Bacallado, 1743
- Noctua orbona Hüfnagel, 1766, Kantfläckat bandfly
- Noctua pronuba Linnaeus, 1758, Större bandfly
- Noctua subapicalis Herrich-Schäffer, 1869
- Noctua teixeirai Pinker, 1971
- Noctua tertia von Mentzer & al., 1991, Bronsbandfly
- Noctua tirrenica Biebinger, Speidel & Hanigk, 1983
- Noctua warreni Lödl, 1987

## Bildgalleri

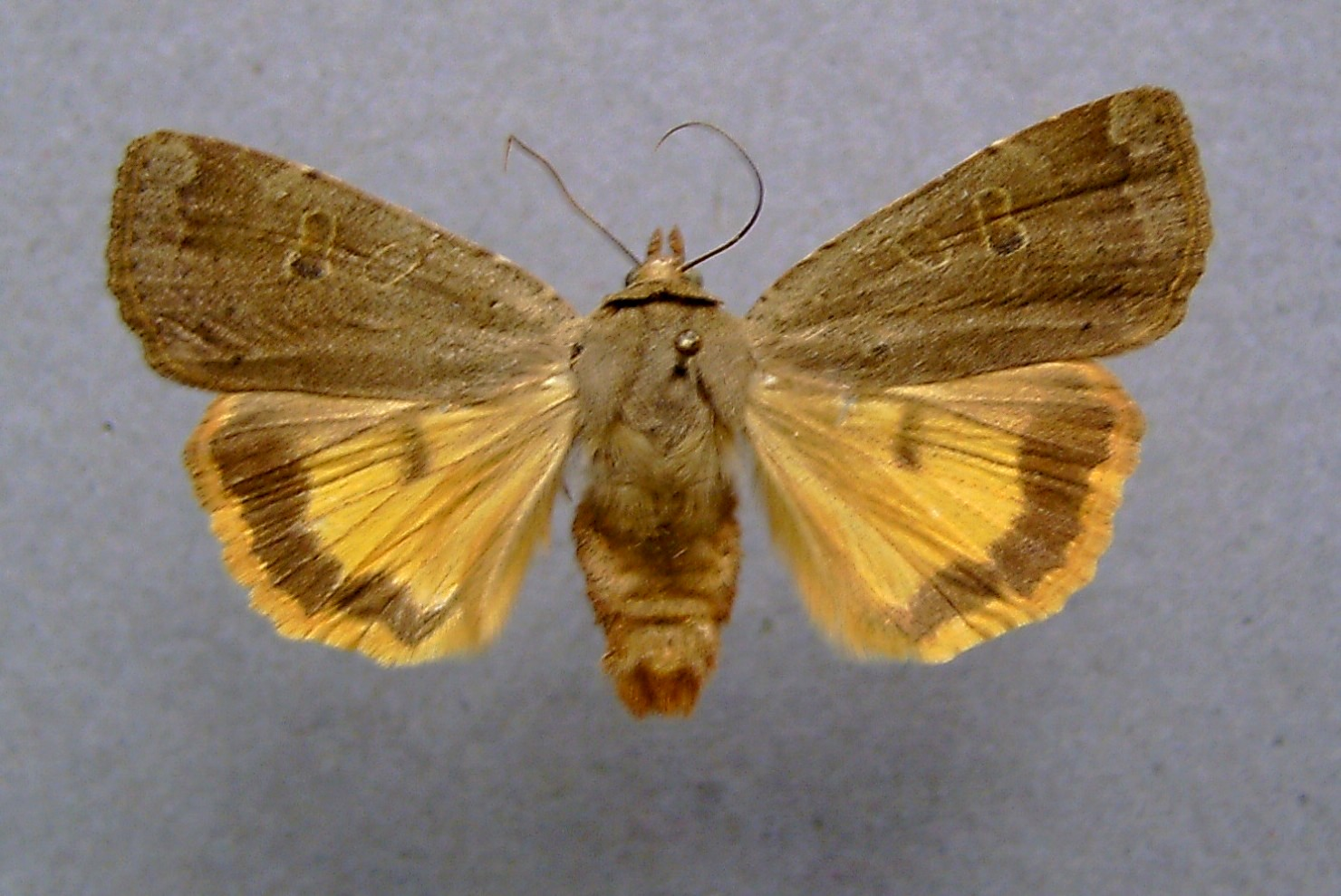
Leverbrunt bandfly, Noctua comes
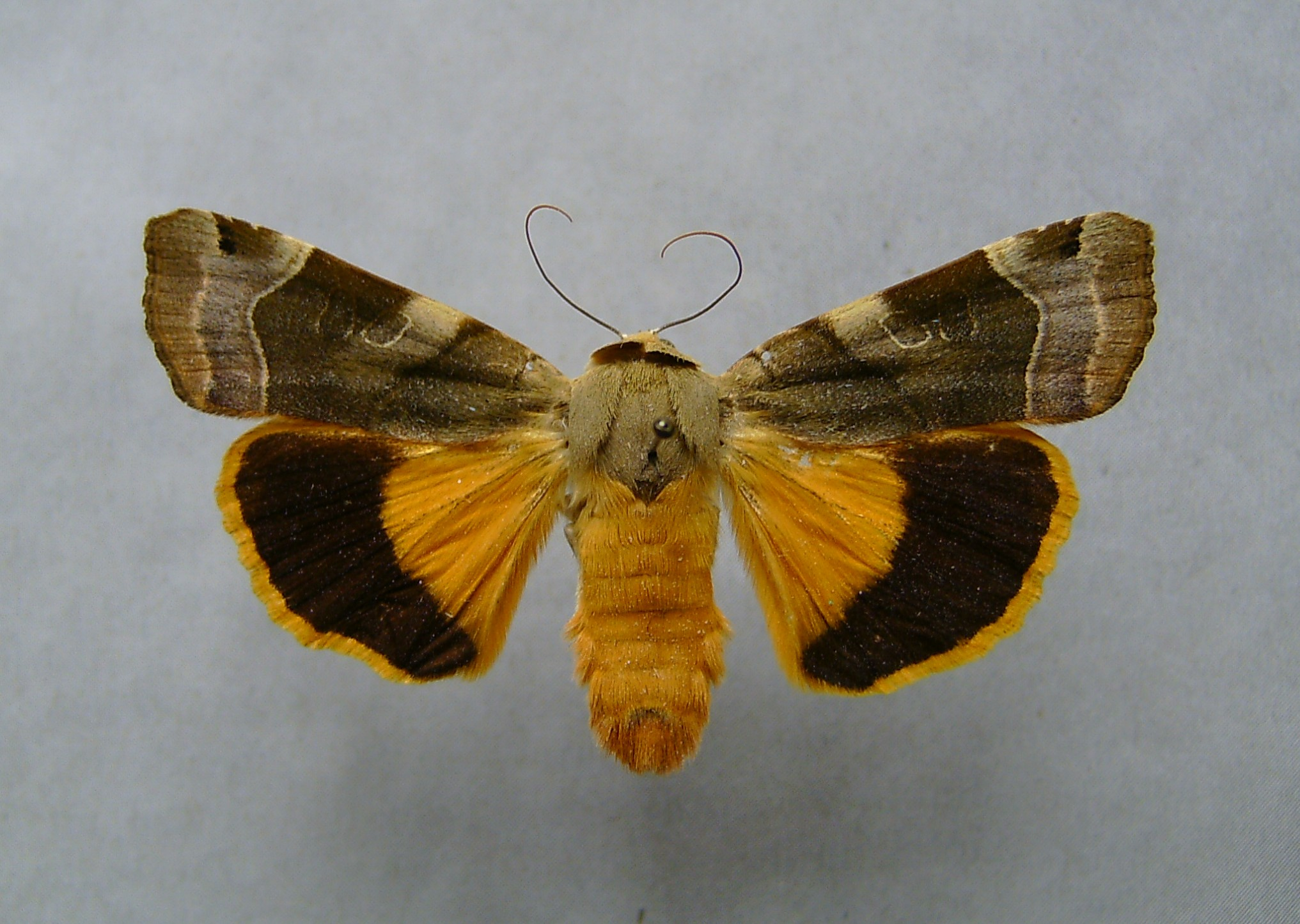
Bredbandat bandfly, Noctua fimbriata
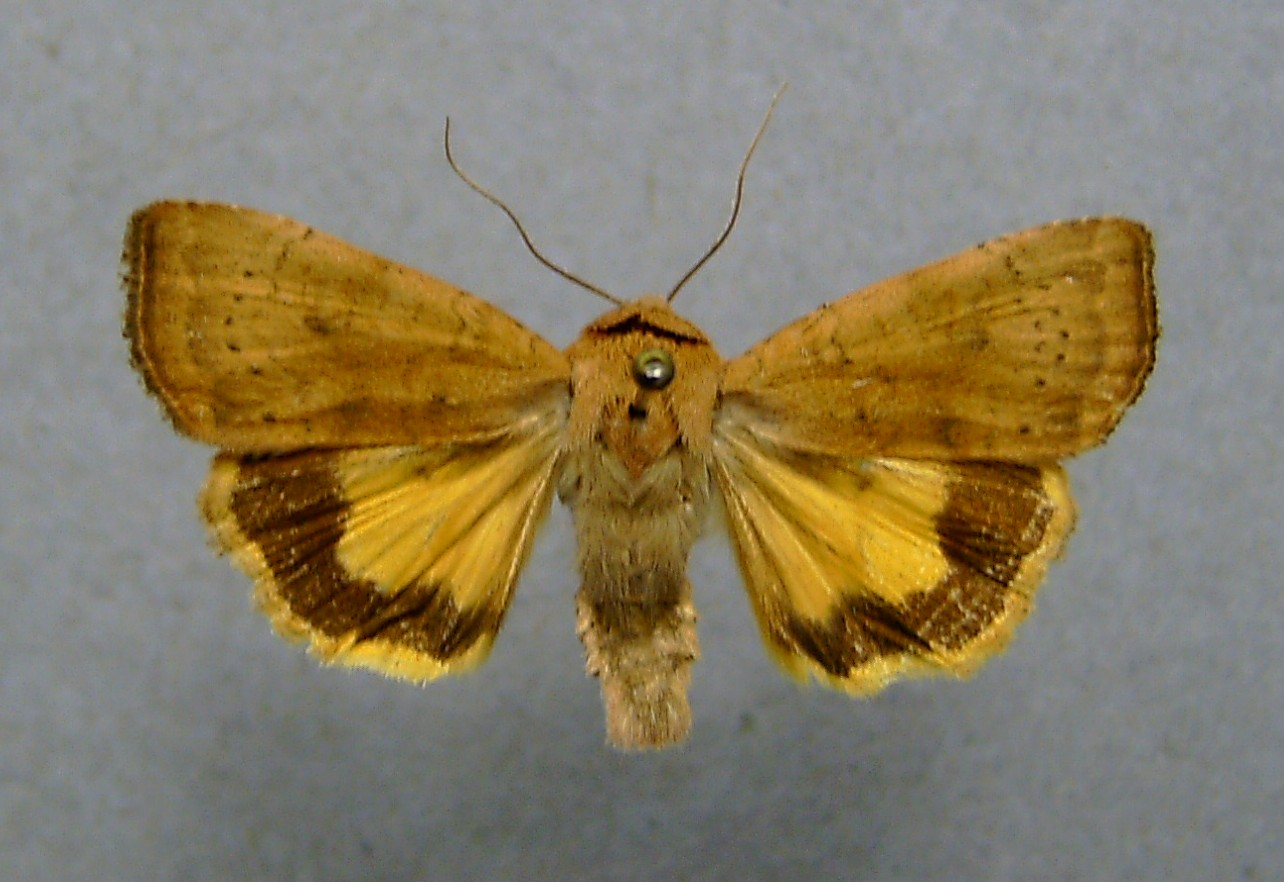
Rödbrunt bandfly, Noctua interjecta
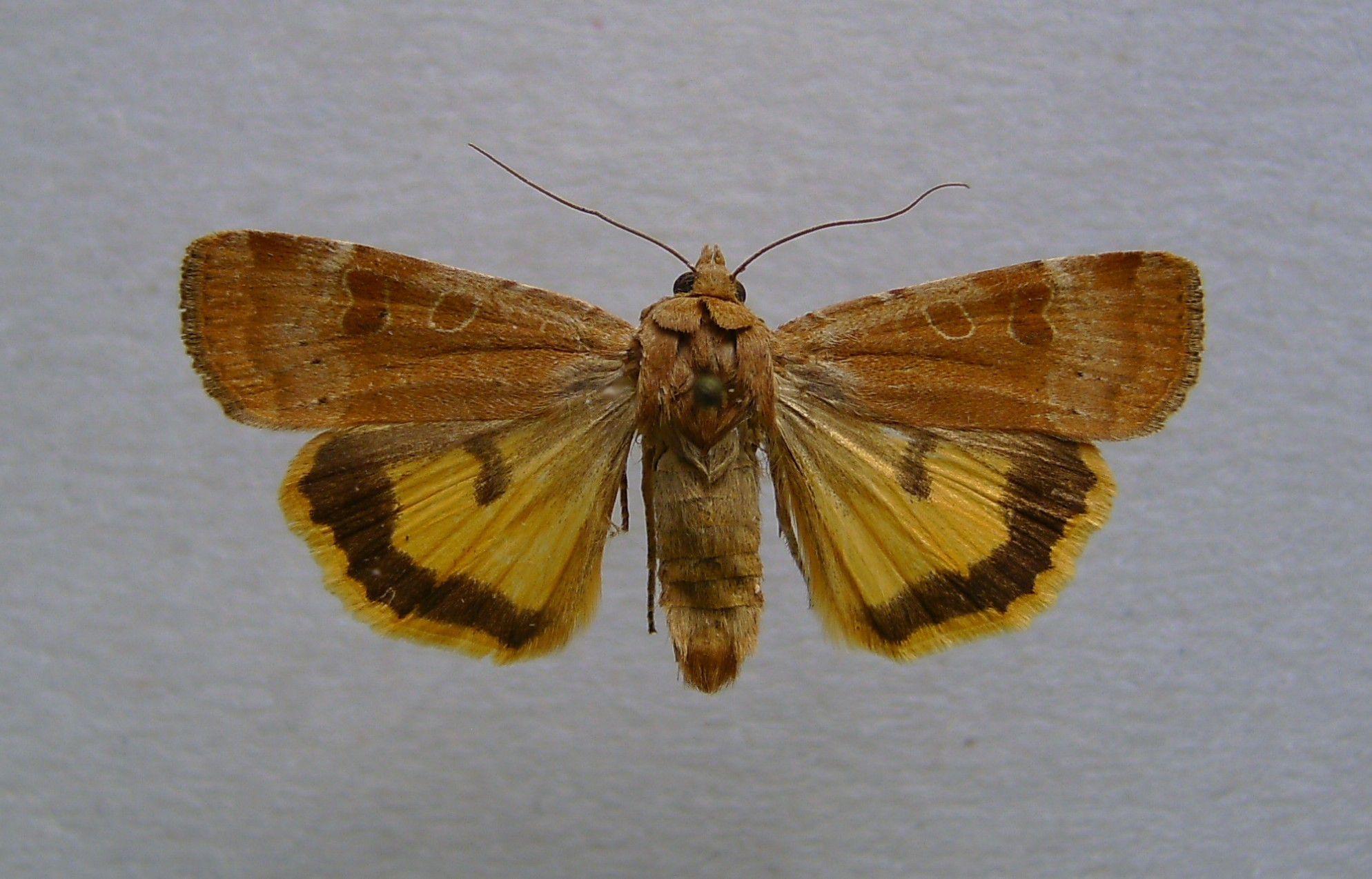
Storfläckigt bandfly, Noctua interposita
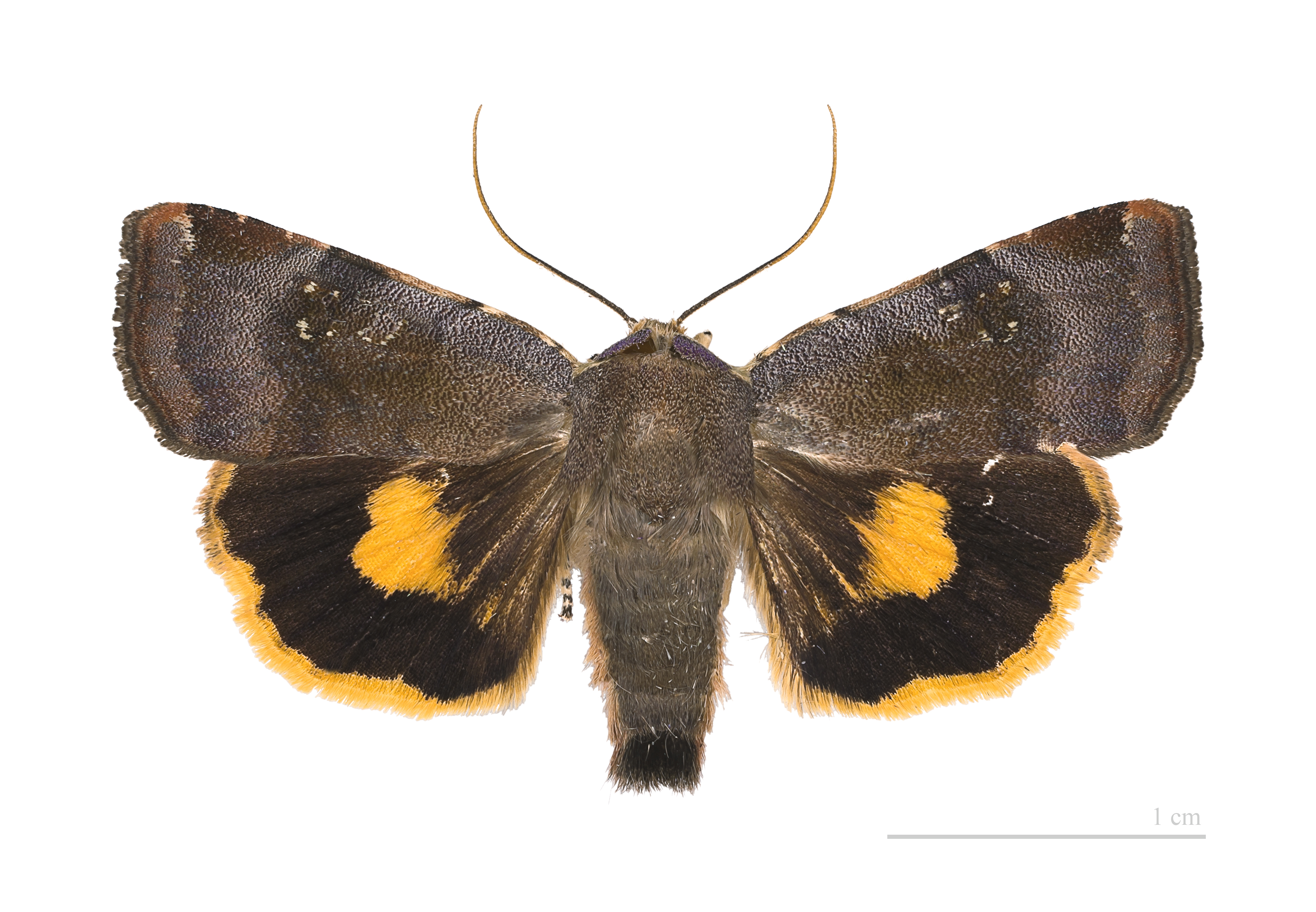
Gråviolett bandfly, Noctua janthina
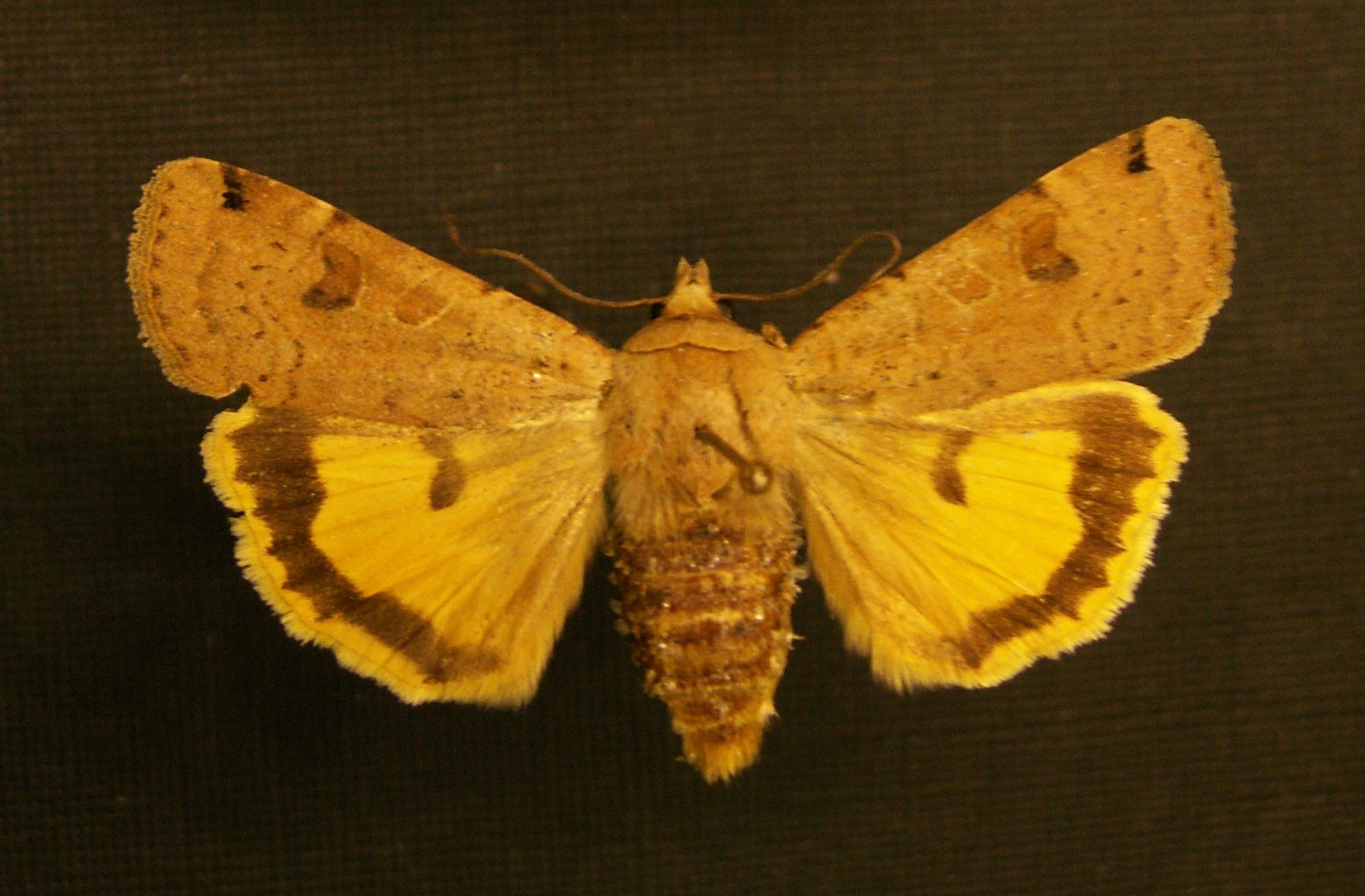
Kantfläckat bandfly, Noctua orbona
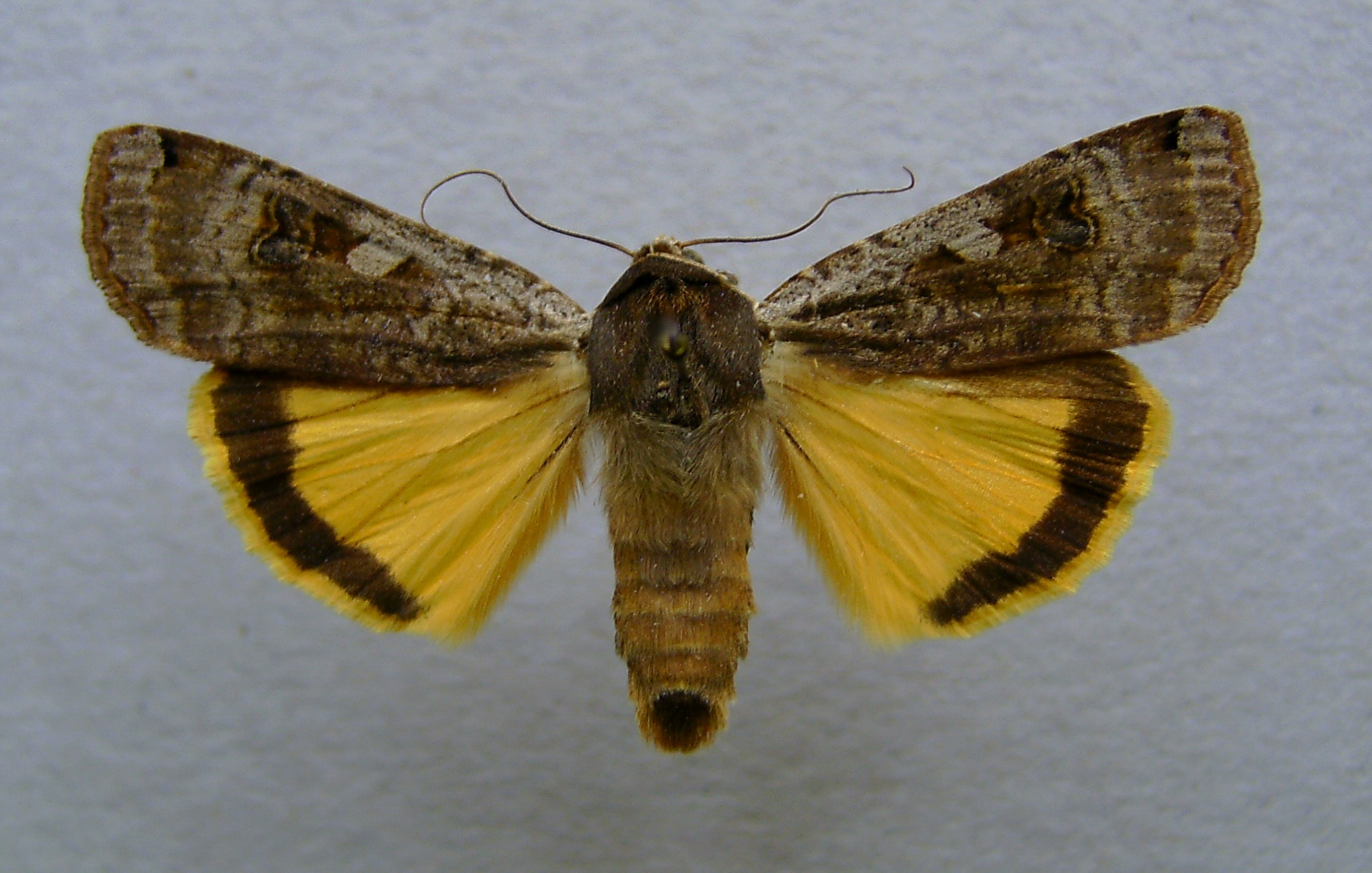
Större bandfly, Noctua pronuba
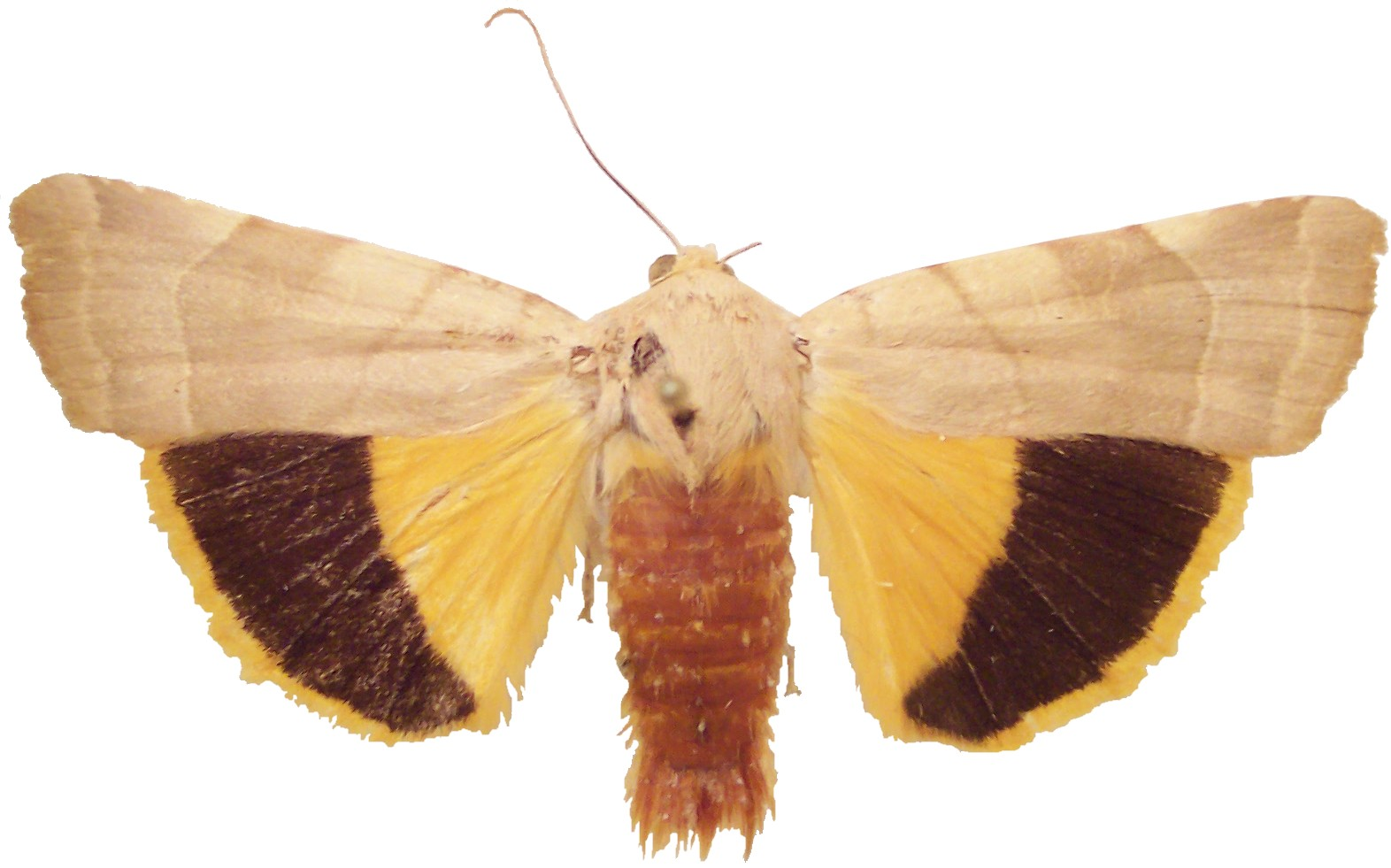
Noctua tirrenica